# Muyezerski
Muyezerski (ruso: Муезе́рский; carelio: Mujejärvi) es un asentamiento de tipo urbano de la república rusa de Carelia, capital del raión homónimo en el oeste de la república.
En 2019, la localidad tenía una población de 2816 habitantes.
Se conoce la existencia de la localidad desde el siglo XVI. Su economía se ha basado casi siempre en la producción de madera. Originalmente era un pueblo de pequeño tamaño, hasta que en 1949 comenzó a construirse aquí el ferrocarril del Oeste de Carelia. Adoptó estatus urbano en 1965.
Se ubica unos 100 km al sureste de Kostomushka, a orillas del río Muyezerka.